# 甲望县

甲望县地图

甲望县（英語：Kabong District）是砂拉越木中省的一个县，人口约有1.2万（2010数据）。甲望县里拥有26座长屋及27个甘榜。

## 经济
甲望县的居民多数是渔民和农民。农业主要种植可可、榴莲和红毛丹，而县里盛产海椰子。